# Børsen
Børsen (po duńsku „Giełda”), znany również jako Børsbygningen („Budynek Giełdy") – XVII-wieczna giełda papierów wartościowych w centrum Kopenhagi. Zabytkowy budynek położony jest obok pałacu Christiansborg, siedziby duńskiego parlamentu, na wyspie Slotsholmen. Børsen to popularna atrakcja turystyczna, jest najbardziej znana ze swojej charakterystycznej iglicy w kształcie splecionych ze sobą ogonów czterech smoków, osiągającej wysokość 56 metrów.
Budynek zbudowany za panowania Chrystiana IV w latach 1619–1640 uważany jest za wiodący przykład stylu holenderskiego renesansu w Danii. Jest to obiekt objęty ochroną konserwatorską.

## Historia
Børsen zostało zaplanowane przez Christiana IV w ramach jego planu wzmocnienia roli Kopenhagi jako centrum handlu w Europie Północnej. Miejsce po północnej stronie nabrzeża łączącego Kopenhagę z nowym miastem targowym Christianshavn, które zaplanowano na zrekultywowanym terenie u wybrzeży Amager. Król zlecił Lorenzowi van Steenwinckelowi zaprojektowanie nowego budynku, ale Steenwinckel zmarł wkrótce. Zadanie to zostało następnie przekazane jego bratu, Hansowi van Steenwinckelowi.
Rozpoczęcie budowy datuje się na rok 1620, a jego znaczną część zakończono już w 1624 roku, z wyjątkiem iglicy, która została zamontowana w 1625 roku, oraz detali wschodniego szczytu, które ukończono dopiero w 1640 roku. Obiekt pełnił funkcję centrum handlu, oferując 40 lokali handlowych na parterze oraz jedno obszerne pomieszczenie na piętrze. Pod koniec lat dwudziestych XVII wieku został zaadaptowany na targowisko.
W 1647 roku Chrystian IV sprzedał budowlę kupcowi Jacobowi Madsenowi za 50 tys. duńskich rigsdalerów. Fryderyk III później odkupił budynek od wdowy po Madsenie.
Budynek został odrestaurowany przez Mikołaja Eigtveda w 1745 roku.

### XIX i XX wiek
Wnętrza budynku odnowiono w 1855 roku. W 1857 roku Fryderyk VII sprzedał budynek firmie Grosserer-Societetet za 70 tys. rigsdalerów.
Do 1974 roku budynek służył jako siedziba duńskiej giełdy. W 1918 roku grupa bezrobotnych anarchistów dokonała ataku na Børsen, co zapisano w podręcznikach historii Danii jako „stormen på Børsen” (Burza na Giełdzie).

### Pożar w 2024 roku
Rankiem 16 kwietnia 2024 zgłoszono dym unoszący się z dachu Børsen. W ciągu następnych minut ogień rozprzestrzenił się po całym budynku, powodując m.in. zawalenie się słynnej „Dragespir” („Smoczej Iglicy”) około godziny 8:32.
Do pożaru doszło podczas trwającej renowacji głównego budynku, a ogień objął także rusztowanie wokół Børsen. W wyniku pożaru i akcji gaśniczej obok iglicy zawalił się też miedziany dach, a 18 kwietnia runęła część fasady budynku. Dokładna przyczyna pożaru nie była w pierwszych dniach znana, nie było też doniesień o poszkodowanych osobach.

## Obecne wykorzystanie
Budynek obecnie służy jako siedziba Duńskiej Izby Handlowej (Dansk Erhverv).

## Galeria

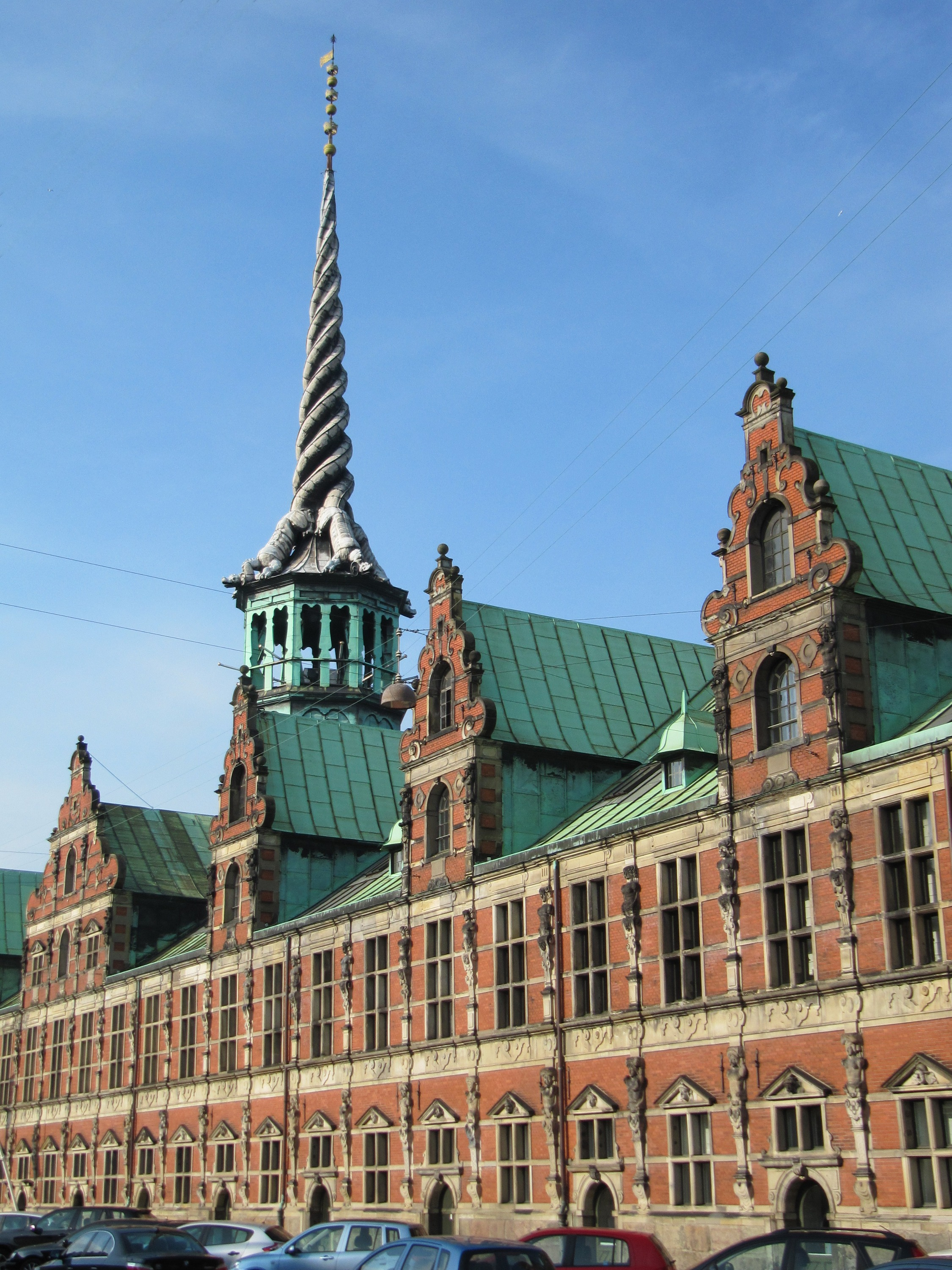
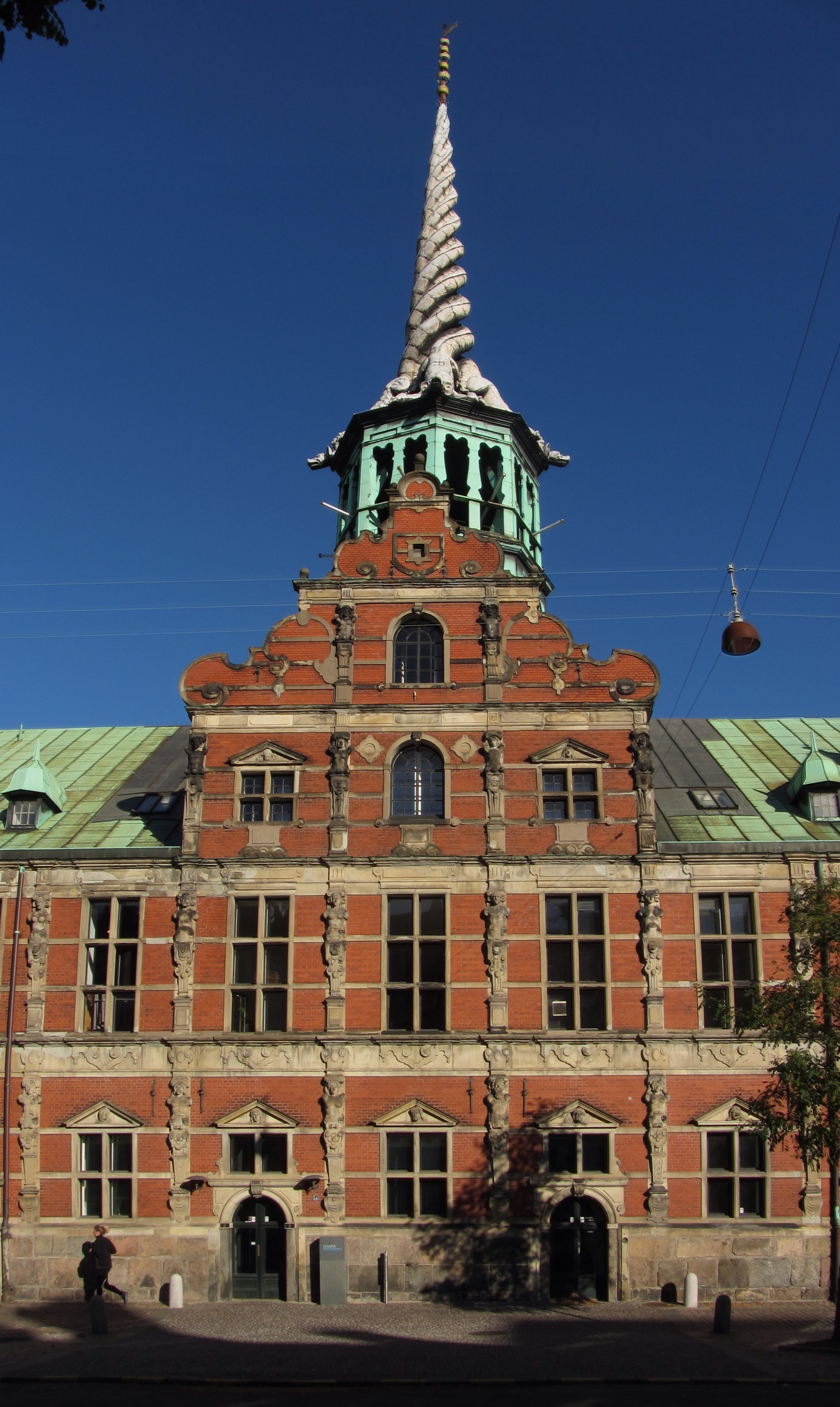
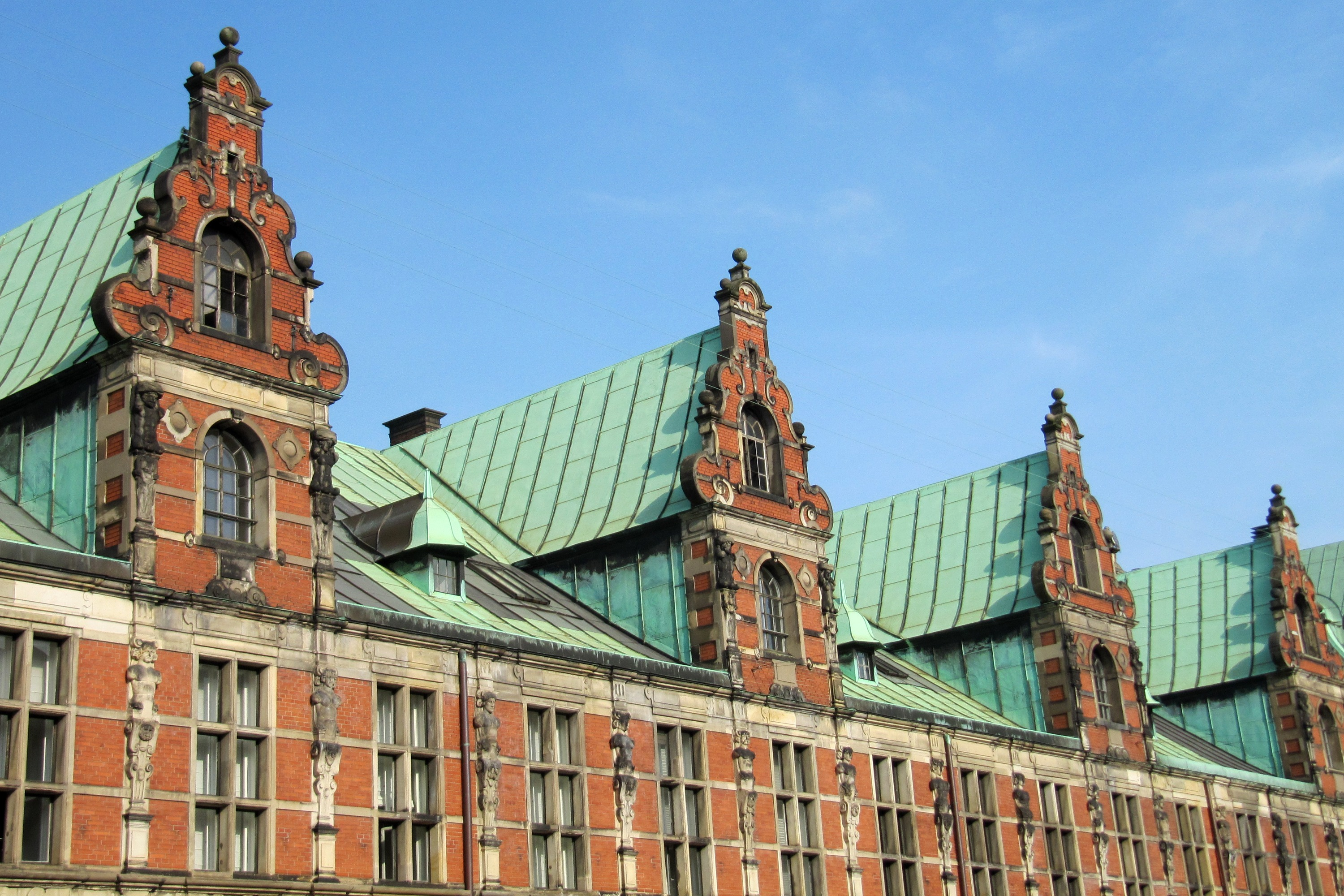

## Odniesienia kulturowe
Børsen to miejsce, w którym Holm-Hansen przekazuje diamenty Bedford arabskiemu szejkowi w filmie Olsen-banden z 1974 r. Ostatnie wyczyny gangu Olsena.